# مرکز گتی
مرکز گتی (به انگلیسی: Getty Center) تأسیس ۱۹۹۷، یکی از مراکز هنری و فرهنگی معروف جهان محسوب می‌گردد. این مرکز شامل یک بنیاد، یک موزه، یک مرکز حفاظت از آثار فرهنگی، و مرکز پژوهش آثار تاریخی می‌باشد. مرکز گتی در دو مکان در شمال لس آنجلس قرار دارد. بنیانگذار مرکز پل ج. گتی نام دارد.
این مرکز بیشتر روی آثار و فرهنگ و تمدن اروپا تمرکز دارد. کلکسیون عکاسی این مرکز نیز آوازهٔ فراوانی دارد.
مرکز در یک پروژهٔ عظیم توسط معمار شهیر ریچارد مایر طراحی گردید.

## نگارستان برخی آثار برتر
از آثار ارزنده این مرکز می‌توان به آثاری از پل سزان، کلود مونه، رنوار، تیپولو، فراگونارد، میکلانژ، آندریا مانتنیا، لوکاس کراناخ و دیگران اشاره نمود.

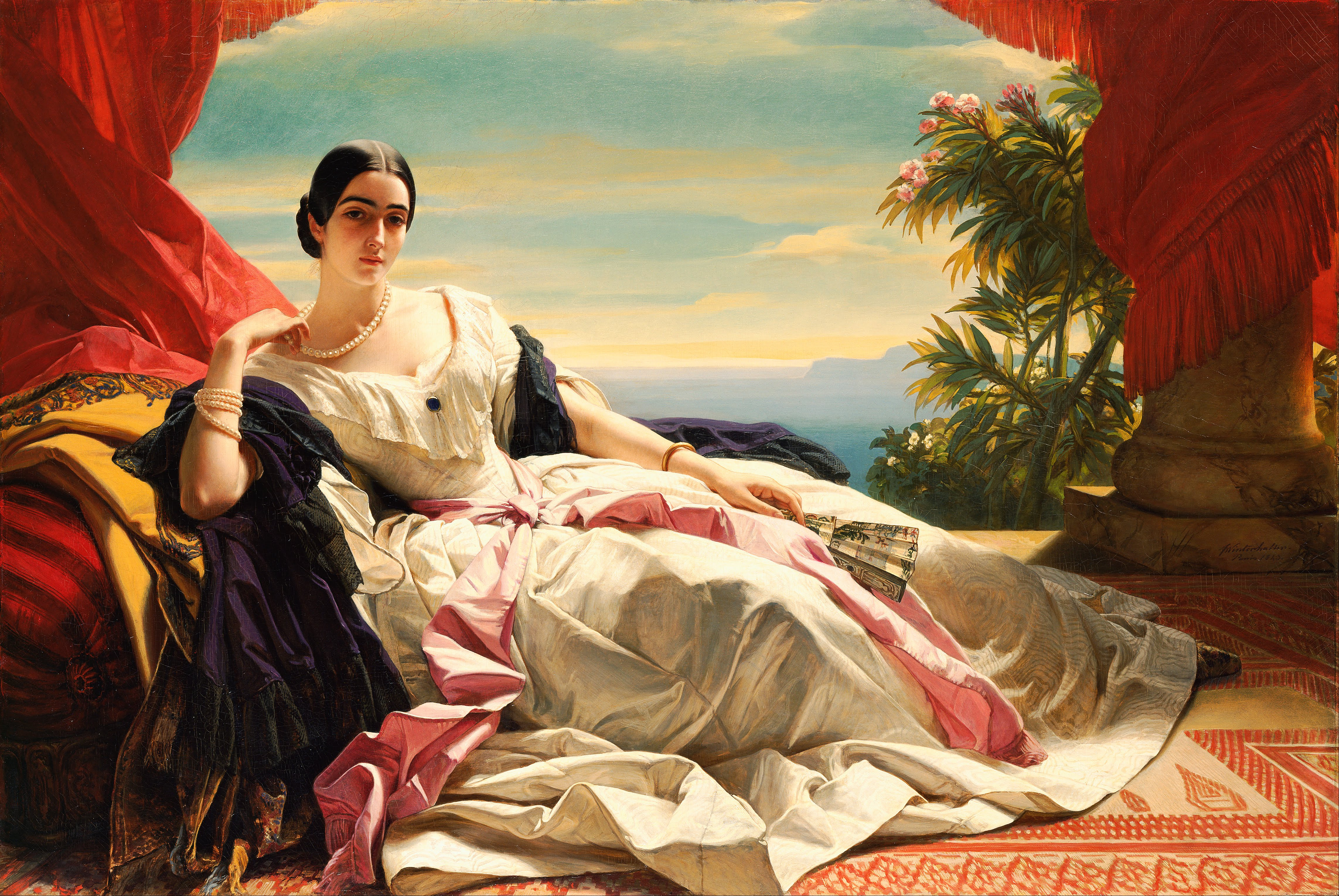
لئونیلا باریاتینسکایا شاهزاده‌خانم سای-ویتگنشتاین-ساین ۱۸۴۳ م. اثر فرانتس ژاور وینترهالتر
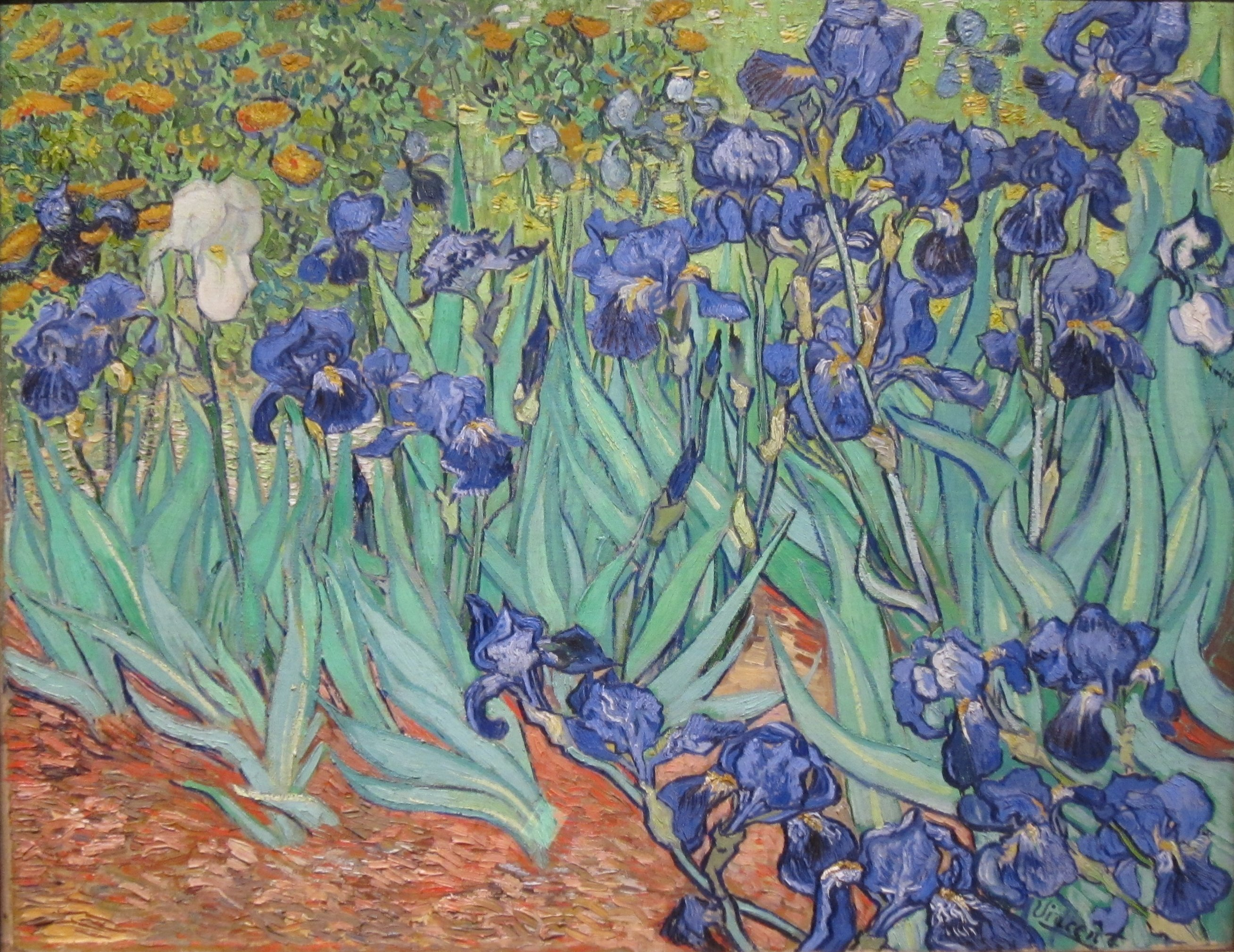
ون گوگ
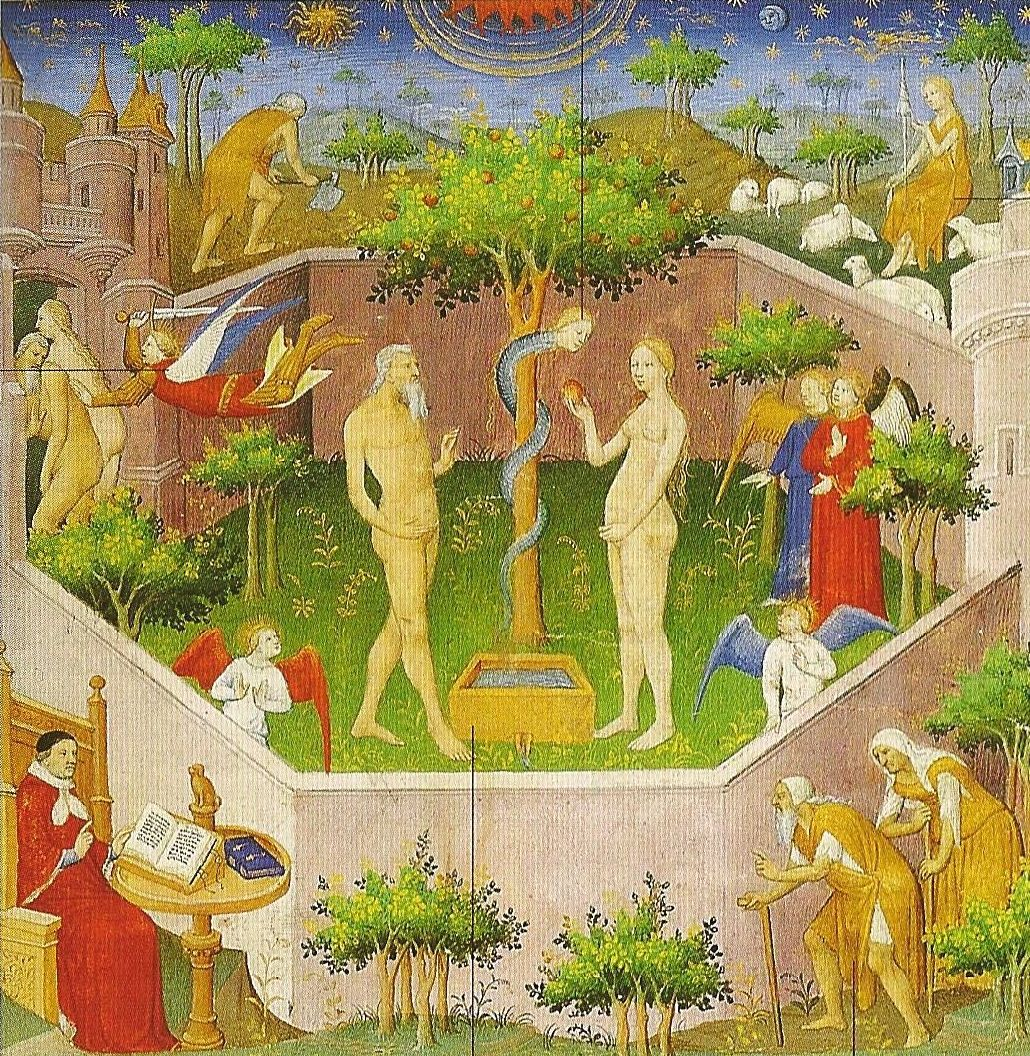
قرون وسطی
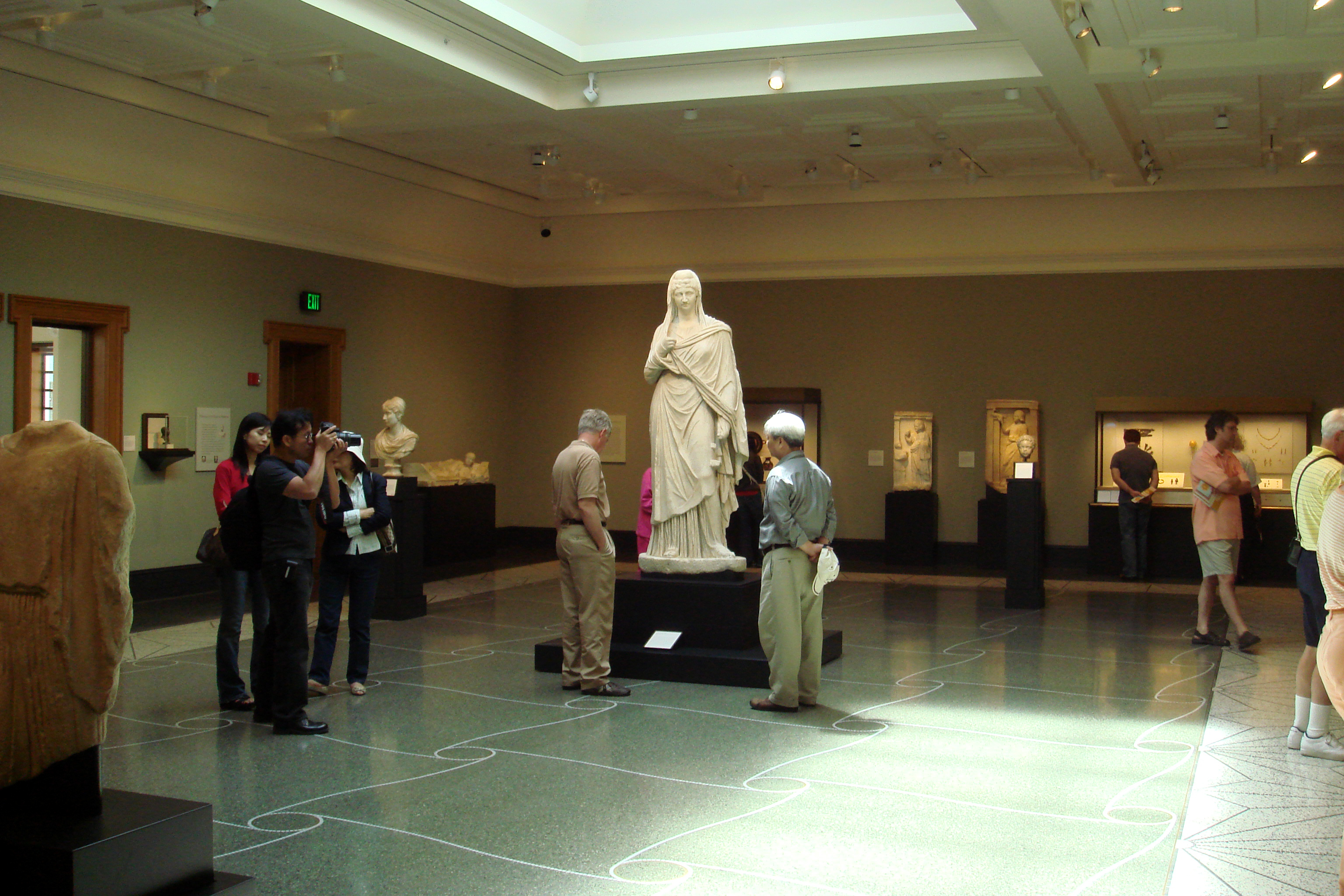
اروپای باستان
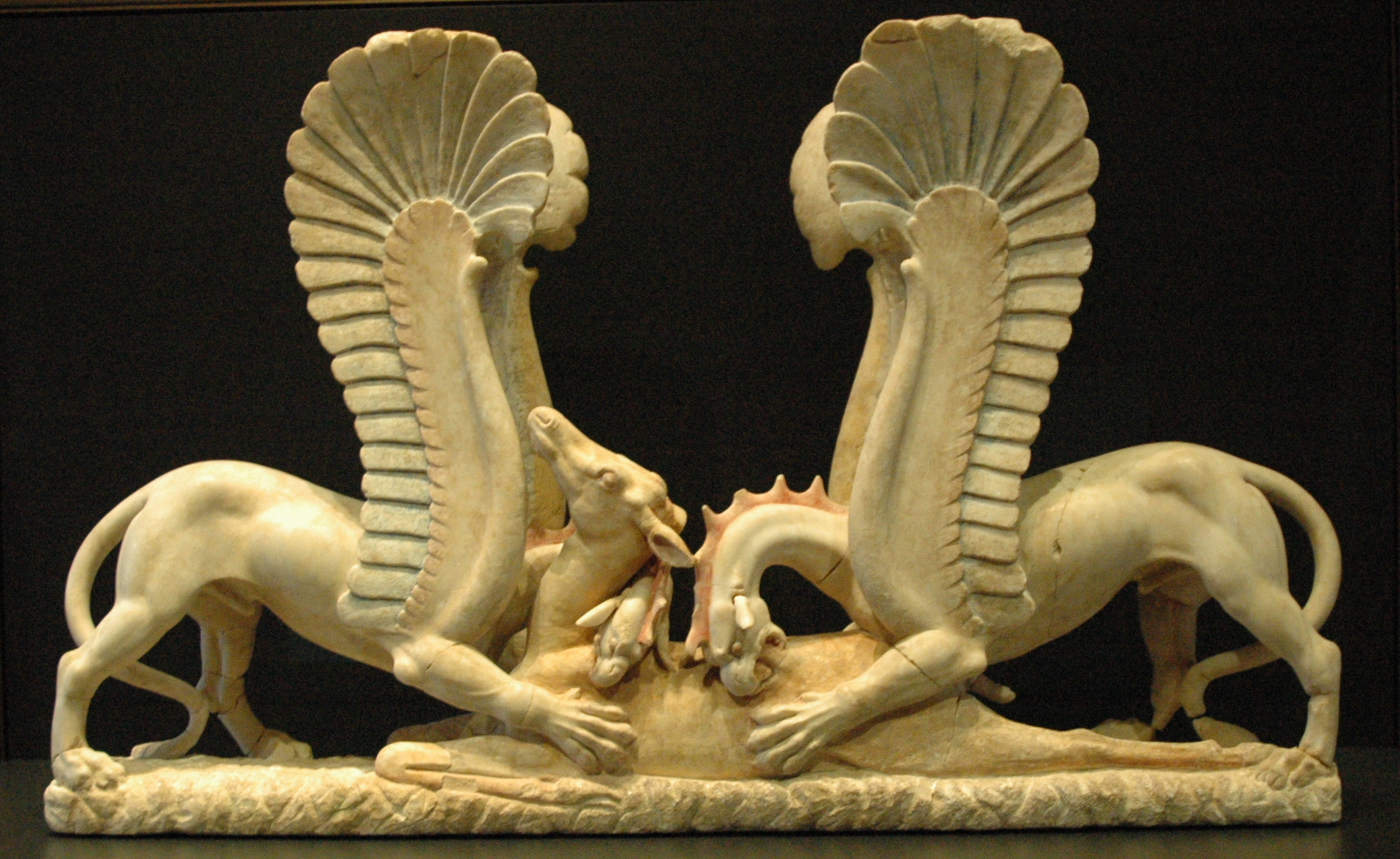
آثار سنگتراشی عهد باستان

## نگارستان محوطه مرکز

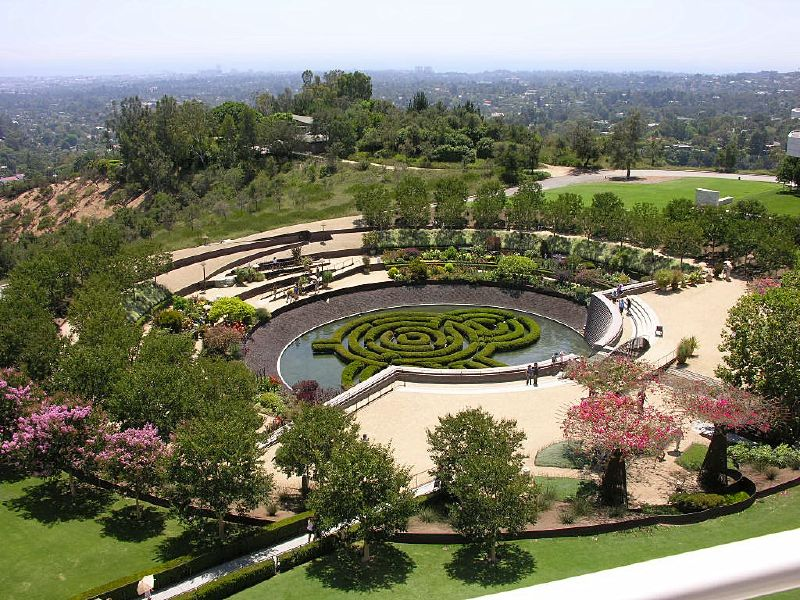
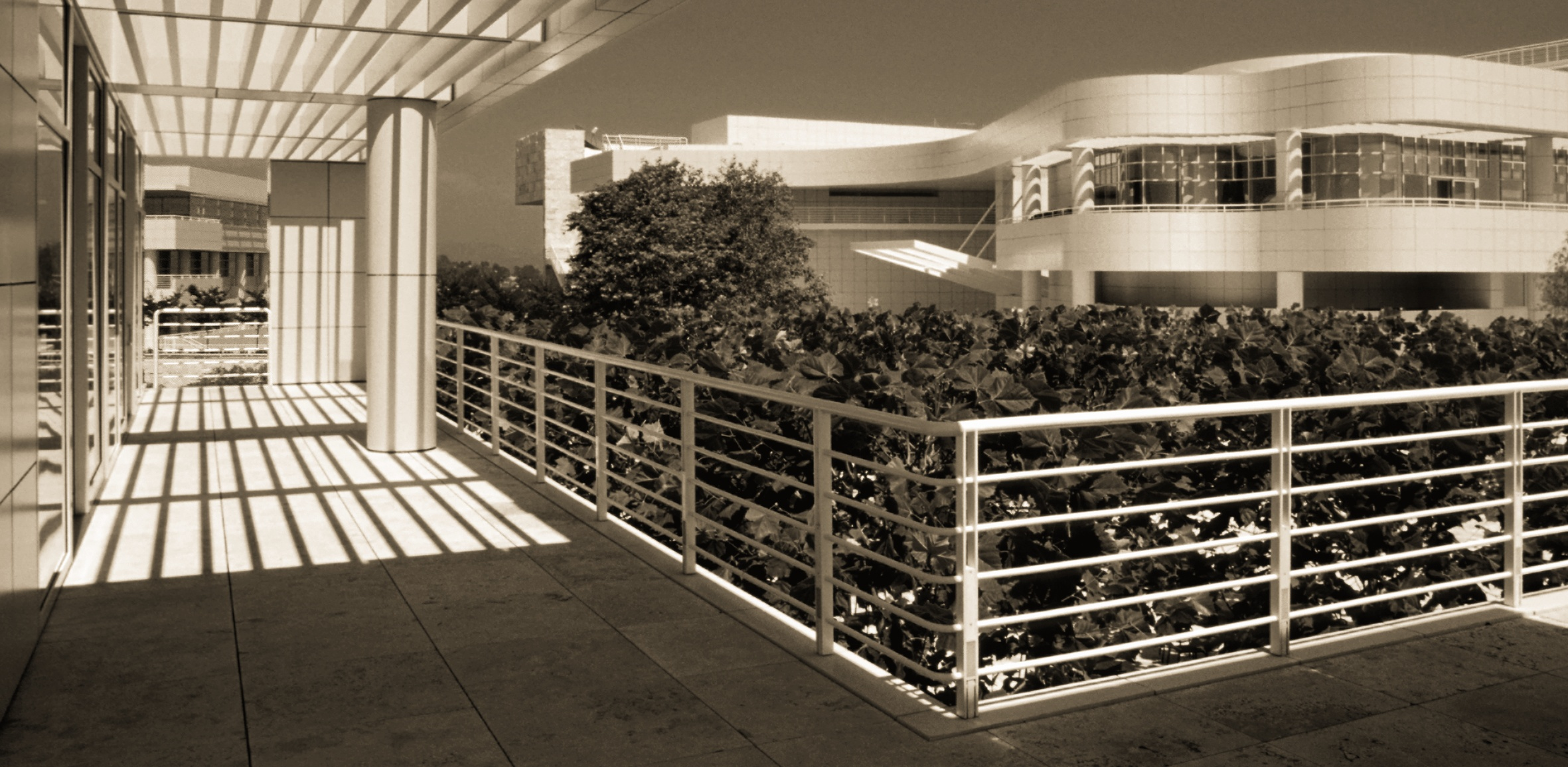
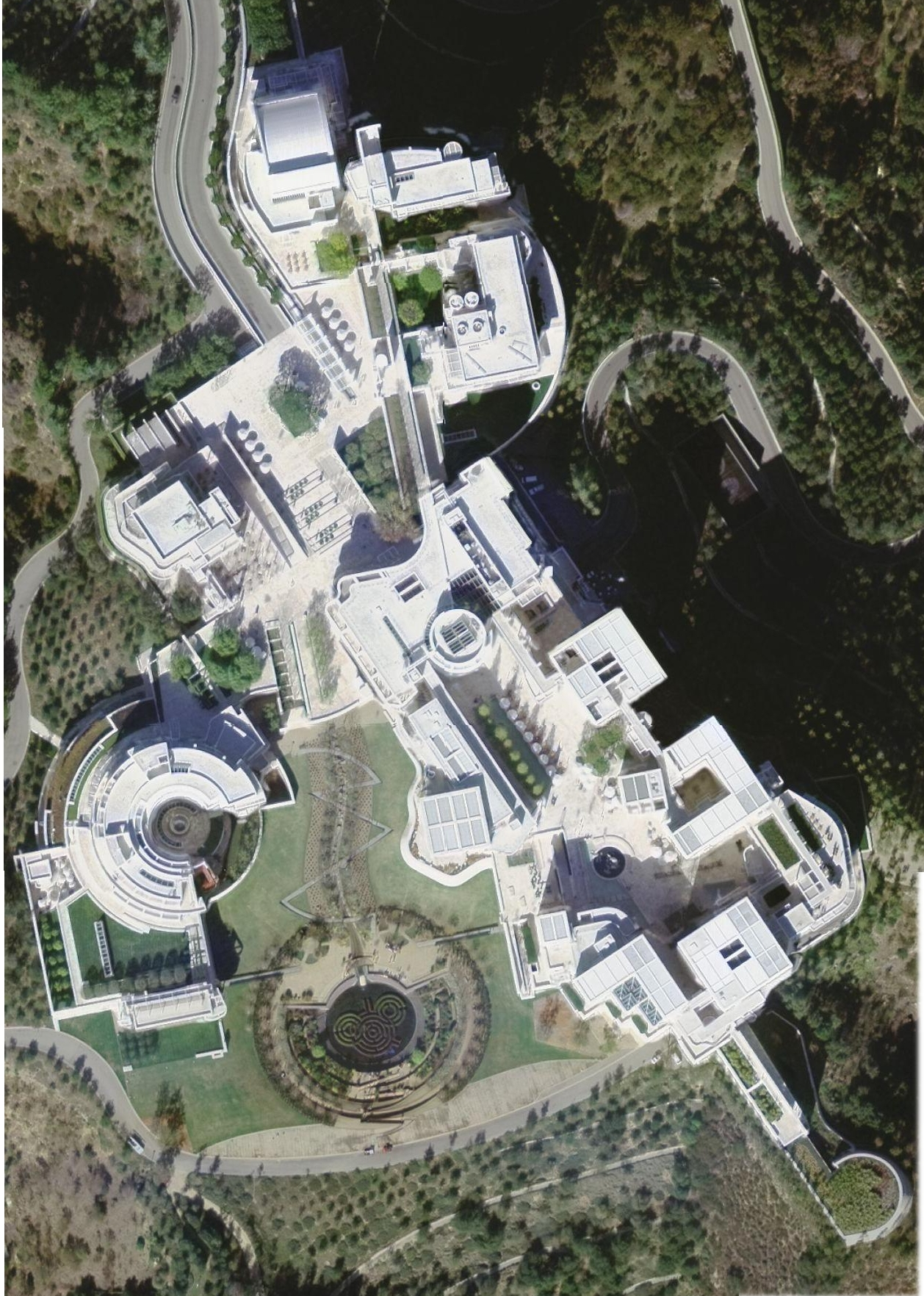
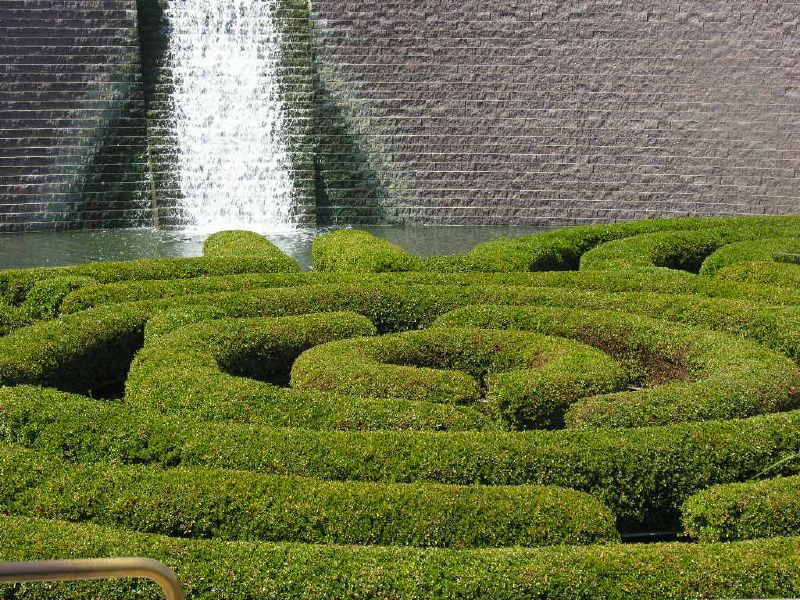